# Homosexualitet i Batman
Seriefiguren Batman och hans tillhörande franchise har varit föremål för homosexuella tolkningar och akademiska studier sedan 1954, då psykiatern Fredric Wertham gav ut boken Seduction of the Innocent ("förförelsen av de oskyldiga") och påstod att "berättelserna om Batman är psykologiskt homosexuella". Wertham, parodier, fans och andra oberoende parter har beskrivit Batman och hans följeslagare Robin (Dick Grayson) som homosexuella, möjligen i ett förhållande med varandra. Förlaget DC Comics har aldrig angett Batman eller någon annan manlig Batman-figur som homosexuell, men flera av de kvinnliga rollfigurerna, som Batwoman (Kate Kane) och Renee Montoya i de moderna Batman-serierna är lesbiska.

## Guld- och silverålderns Batman
Under seriernas guldålder var Batman-berättelserna mörka och våldsamma, men från slutet av 1940-talet övergick de till en mjukare och mer exotisk stil, som betraktades som camp. Denna stil väckte samtida och sentida associationer till homosexuell kultur.
I Seduction of the Innocent påstod Fredric Wertham att "Batman-berättelserna kan tänkas stimulera barn till homosexuella fantasier, av en natur som de kanske är omedvetna om" och "Bara någon som är okunnig om psykiatrins grunder och psykopatologin hos sex kan misslyckas inse den subtila atmosfären av homoerotik som syns i den vuxne Batmans, och hans unge vän Robins, äventyr". Denna bok publicerades under en tid då myndigheterna betraktade homosexualitet som en säkerhetsrisk.
Andy Medhurst skrev 1991 i essän Batman, Deviance and Camp att Batman är intressant för en homosexuell publik eftersom "han var en av de första fiktiva personer som angreps på grund av påstådd homosexualitet", "1960-talets TV-serie är idag ett praktexempel på camp", och "han förtjänar analys som en särskilt framgångsrik konstruktion av maskulinitet".

## Upphovsmännens tolkningar
Webbtidningen Comics Bulletin frågade DC Comics och olika serieexperter, om Batmans sexuella läggning. Författaren Alan Grant sade att "Den Batman som jag skrev i 13 år är inte gay. Denny O'Neils Batman, Marv Wolfmans Batman, allas Batman ända tillbaka till Bob Kane... ingen av dem skrev honom som gay. Det är bara Joel Schumacher som kan tänkas ha haft en annan uppfattning." Författaren Devin Grayson kommenterade, "Det beror på vem du frågar, eller hur? Eftersom du frågar mig, säger jag nej, jag tror inte att han är det... men jag förstår verkligen gay-tolkningarna." Medan Frank Miller beskrev relationen mellan Batman och Jokern som en homofob mardröm, betraktar han rollfiguren som att han sublimerar sina sexuella behov genom brottsbekämpning, och drar slutsatsen att "han skulle vara mycket friskare om han var gay."

## Skådespelares tolkningar
Burt Ward, som spelade Robin i tv-serien, skrev i sina memoarer Boy Wonder: My Life in Tights att relationen mellan Batman och Robin kan tolkas som sexuell, genom seriens många tvetydigheter och camp-estetik.
George Clooney berättade i en intervju med Barbara Walters 2006 att han spelade Batman som gay i filmen Batman & Robin.